# Gian Filippo Pizzo
Gian Filippo Pizzo (Palermo, 5 ottobre 1951 – Firenze, 31 dicembre 2021) è stato un saggista italiano di fantascienza.

## Biografia
Laureato in scienze politiche internazionali, ha lavorato come funzionario di biblioteca presso l'Università degli Studi di Firenze.
Nell'ambito della fantascienza e del fantastico ha pubblicato poesie (soprattutto su FuturismoOggi), recensioni, articoli e saggi su quotidiani (Giornale di Sicilia e L'Ora di Palermo, La gazzetta di Firenze e La città di Firenze), su riviste (Il nuovo informatore librario, Newton, Pergioco, MCmicrocomputer, La torre di Babele) e su pubblicazioni specializzate (Robot, Aliens, Isaac Asimov. Rivista di fantascienza, Urania, L'Eternauta, IF:Immaginario e Fantastico) guadagnando tra l'altro il premio per la Promozione della fantascienza della World SF Italia nel 1995 e il Premio Italia per la saggistica di fantascienza nel 1997, nel 2002, nel 2015 e nel 2012. Al momento della sua morte aveva vinto sei volte il Premio Italia, un ulteriore riconoscimento è arrivato nel 2023 con la curatela dell'antologia Trinacria Station, realizzata in collaborazione con Emanuele Manco. Ha vinto inoltre il Premio Vegetti per la saggistica di fantascienza nel 2013. Ha partecipato ai volumi collettivi Vent'anni di fantascienza in Italia (Palermo, La Nuova Presenza, 1979), Il diverso e il suo ruolo nella fantascienza e nel fantasy (Atti del convegno, Prato, Polistampa, 2006, ISBN 88-596-0116-9), Guida alla letteratura di fantascienza (Bologna, Odoya, 2013, ISBN 88-6288-200-9). Dal 1986 ha curato una rubrica fissa sul mensile Il giornale dei misteri.
Come narratore ha al suo attivo una ventina di racconti, alcuni tradotti anche all'estero.
Significativa la sua curatela del profilo storico e delle schede della mostra Vent'anni di fantascienza in Italia: 1952-1972, tenutasi nel 1978 nell'ambito del convegno internazionale di Palermo: La fantascienza e la critica a cura del professore Luigi Russo titolare della Cattedra di Estetica presso l'Università di Palermo.

## Opere

### Principali racconti
- Benedetto pianeta, maledetto pianeta (1974), Astralia n. 1, 1974. Ristampe: Blade Runner n. 3 (1987); Il Corriere del Giorno 8/8/92; Future Shock n. 38 (2002). Traduzioni: Pozehnanà planeta, zlorecenà planeta, Makropulos (Praha) n. 25, 1989.
- Incidente sul lavoro (1977), Cosmo Informatore n. 1/1978 (Premio Lovecraft 1977). Ristampe: Il Corriere del Giorno 18/8/92; Future Shock n. 15 (1995).
- Il processo (1977), in AA.VV., Diciassette opere da premiare, Nord 1978. Ristampe: Future Shock n. 2, 1988. Traduzioni: A per, Galaktika (Budapest) n. 76, 1987; Lustrace obrazovkou, Zapsnik (Praha) n. 16/1991.
- Come sarà lassù (1980), in AA.VV.,Antologia del giallo italiano 4, 1981. Traduzioni: Jak je tam nahore?, Zapsnik (Praha), 1988. Riedizioni: Com'era lassù, L'Eternauta n. 93, 1991. (Finalista Premio Italia  1991); idem, Conquiste del lavoro, 27-28 agosto 1994; Morte di un astronauta, La Gazzetta del Mezzogiorno 12/8/1992; idem, Notturno alieno, Bietti, 2011.
- Le voci del vento (1982), in AA.VV., Le armi e gli amori, Solfanelli, 1985. (Segnalato al Premio Tolkien 1982)
- L'ultima corsa degli emioni (1987), in AA.VV., Pianeta Italia, Perseo, 1989. (Targa d'onore del CONI, 1990). Traduzioni: Viimeineen juoksu, Portti (Tampere) n. 1/1991.
- Fino all'ultima generazione (198?), Futuro Europa n. 5/1989. Traduzioni: Viimeiseen sukupolveen, Portti (Tampere) n. 3/1990, AA.VV., Sarà sempre guerra, La Ponga, 2017
- Il potere logora (2009), in AA.VV., Ambigue utopie, Bietti, 2010.
- I suoni della morte (2012), in AA.VV., Sinistre presenze, Bietti, 2013.

### Saggi (in collaborazione)
- Dizionario dei personaggi fantastici: i protagonisti della fantascienza, della fantasy e dell'horror nel cinema, nel fumetto e nella letteratura, (con Roberto Chiavini), Gremese Editore, Roma, 1996, ISBN 88-7742-047-2, ISBN 978-88-7742-047-3 (Premio Italia 1997[6])
- Il grande cinema di fantascienza: da "2001" al 2001, (con Roberto Chiavini e Michele Tetro), Gremese Editore, Roma, 2001, ISBN 88-8440-114-3 (Premio Italia 2002[7])
- Il grande cinema di fantascienza: aspettando il monolito nero (1902-1967), (con Roberto Chiavini e Michele Tetro), Gremese Editore, Roma, 2003, ISBN 88-8440-266-2, ISBN 978-88-8440-266-0
- Il grande cinema fantasy, (con Roberto Chiavini e Michele Tetro), Gremese Editore, Roma, 2004, ISBN 88-8440-320-0, ISBN 978-88-8440-320-9
- Contact!: tutti i film su UFO e alieni, (con Roberto Chiavini e Michele Tetro), Tedeschi Editore, Firenze, 2006, ISSN 87099365
- Mondi paralleli: storie di fantascienza dal libro al film, (con Roberto Chiavini e Michele Tetro), Edizioni Della Vigna, 2011, ISBN 978-88-6276-038-6 (Premio Italia 2012[8], Premio Vegetti 2013)
- Guida al cinema di fantascienza, (con Roberto Chiavini e Michele Tetro), Odoya, Bologna, 2014, ISBN 978-88-6288-236-1
- Guida alla letteratura horror (con Walter Catalano, Roberto Chiavini e Michele Tetro), Odoya, Bologna, 2014, ISBN 978-88-6288-255-2 (Premio Italia 2014)
- Guida al cinema horror (con Walter Catalano, Roberto Chiavini e Michele Tetro), Odoya, Bologna, 2015,
- Guida al cinema fantasy (con Walter Catalano e Andrea Lazzeretti), Odoya, Bologna, 2017, ISBN 978-88-6288-419-8